# Pfarrkirche Feichten

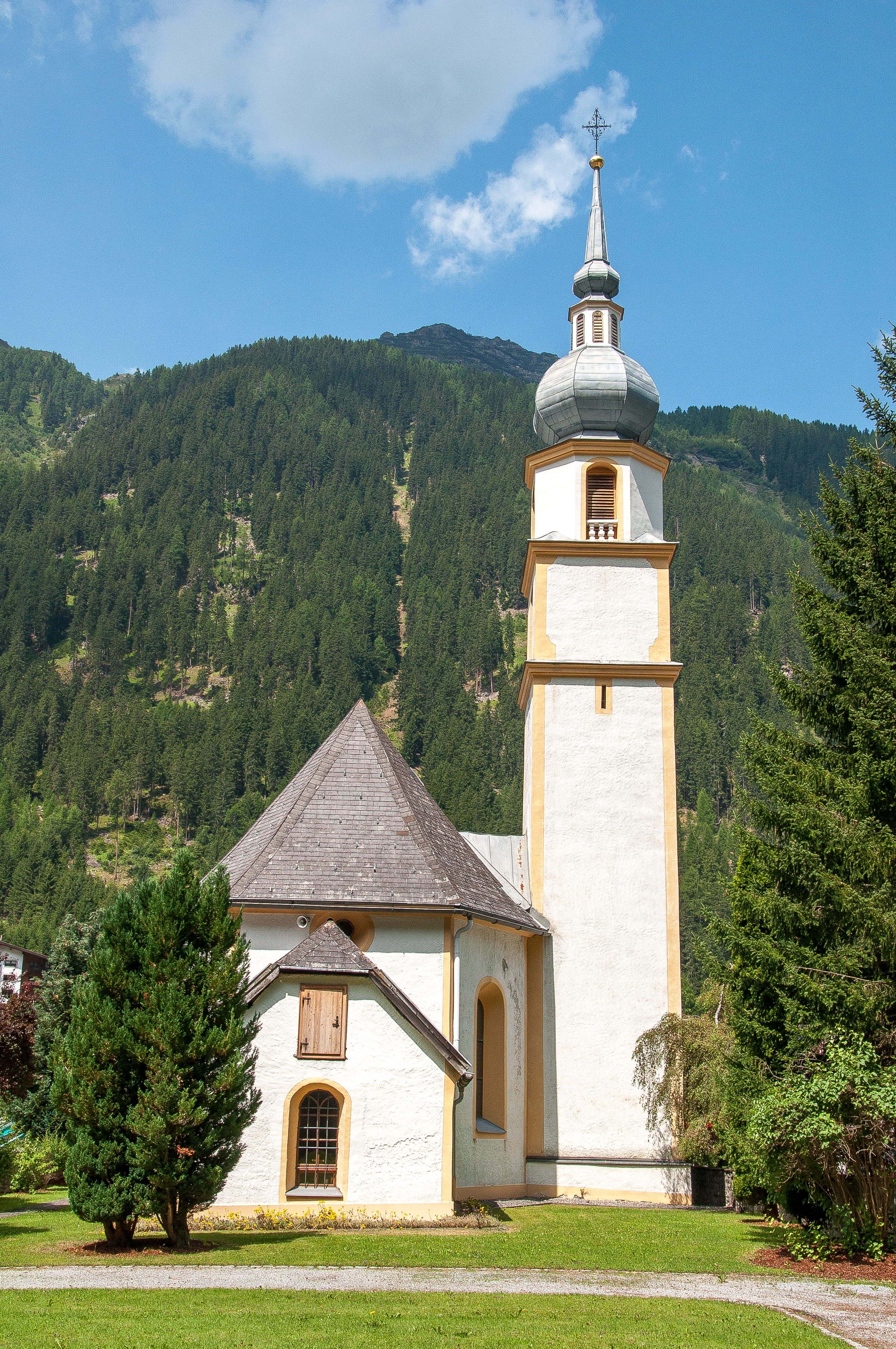
Katholische Pfarrkirche Hl. Dreifaltigkeit in Feichten in Kaunertal

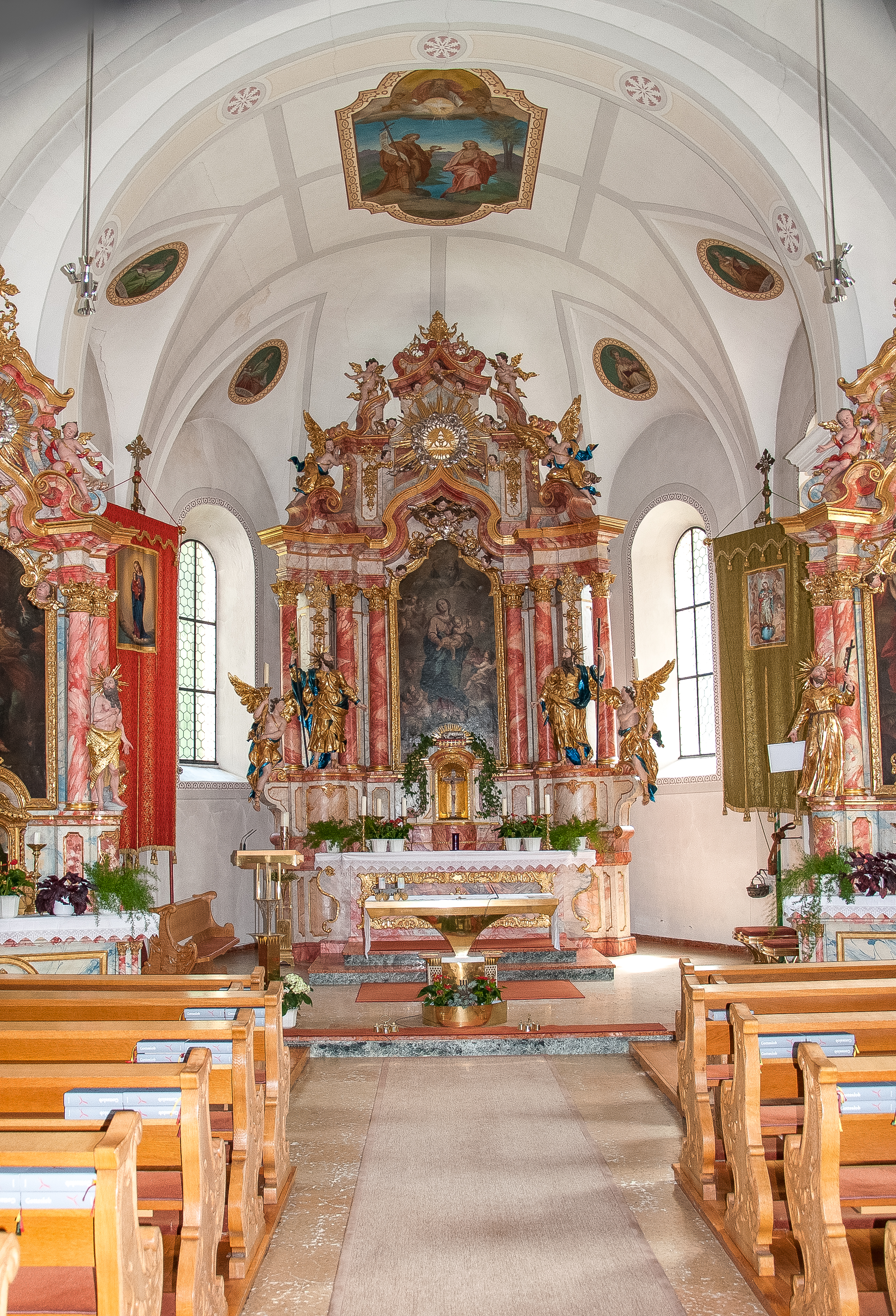
Vom Langhaus zum Chor

Die Pfarrkirche Feichten steht im Ort Feichten in der Gemeinde Kaunertal im Bezirk Landeck in Bundesland Tirol. Die der Heiligen Dreifaltigkeit geweihte römisch-katholische Pfarrkirche gehört zum Dekanat Prutz in der Diözese Innsbruck. Die Kirche steht unter Denkmalschutz (Listeneintrag).

## Geschichte
1796 wurde eine Expositurkirche mit dem Vermögen der aufgelassenen Einsiedelei auf dem Wiesele ausgestattet. Die heutige Kirche wurde von 1789 bis 1792 erbaut. Die Kirche wurde 1891 zur Pfarrkirche erhoben. Renovierungen waren 1943 und 1964/1974.

## Architektur
Der schlichte spätbarocke Kirchenbau mit Rundbogenfenstern hat ein dreijochiges Langhaus und einen leicht eingezogenen einjochigen Chor mit einem Dreiseitschluss. Der Turm nördlich am Chor hat ein mit zwei Gesimsen abgesetztes achtseitiges Glockengeschoß mit Zwiebelhelm und Laterne. Östlich am Chor ist der Sakristeianbau.
Das Kircheninnere zeigt sich mit einer Pilastergliederung mit Tonnengewölben mit Stichkappen und einem rundbogigen Triumphbogen. Die Deckenbilder Taufe Christi, die vier Evangelisten, Mariä Himmelfahrt, schufen die Maler Johann Kärle und Stefan Kärle (1879).

## Ausstattung
Die Kirche hat eine bemerkenswerte barocke Altarausstattung aus dem zweiten Viertel des 18. Jahrhunderts, welche aus der Kirche auf dem Wiesele hierher übertragen wurde. Die Schnitzfiguren schuf Stephan Föger.
Die Orgel baute Franz Weber (1871) und wurde später verändert. Es gibt eine Glocke aus 1700.